# Saint-Austremoine
 Saint-Austremoine  es una población y comuna francesa, situada en la región de Auvernia, departamento de Alto Loira, en el distrito de Brioude y cantón de Lavoûte-Chilhac.

## Demografía
| 124 | 119 | 94 | 87 | 80 | 58 |
| Para los censos de 1962 a 1999 la población legal corresponde a la población sin duplicidades (Fuente: INSEE [Consultar]) |     |    |    |    |    |